# Büchenbach
Büchenbach là một đô thị trong huyện Roth, bang Bayern, Đức.
Đô thị Büchenbach có diện tích 30,78  km², dân số thời điểm ngày 31 tháng 12 năm 2006 là 366 người.